# Al Khartoum Sports Club
Maillots
Actualités
Le Al Khartoum Sports Club (en arabe : نادي الخرطوم الوطني), plus couramment abrégé en Al Khartoum, est un club soudanais de football fondé en 1950 et basé à Khartoum, la capitale du pays.

## Histoire
Le club se classe troisième du championnat du Soudan en 2002, 2009 et 2010. 

## Personnalités du club

### Présidents du club
- Mamoun Bashir Elnefiedi

### Entraîneurs du club
- James Kwesi Appiah
- Khalid Haydan